# 새날마중
《새날마중》는 대한민국의 KBS 1TV의 매년 연말특집 생방송 프로그램이다.

## 기획 의도
매년 변화하며 다양한 주제와 출연진을 통해 시청자들에게 감동과 희망을 선사하는 프로그램이다. 각종 주제에 맞춰 다양한 아티스트들이 출연하여 감동적인 무대를 선보이며, 음악과 토크, 현장 생중계를 통해 시청자들과 함께 한 해를 돌아보고 새로운 해를 맞이하는 의미 있는 시간을 제공한다.

## 타이틀 로고
이화선 작가가 쓴 캘리그래피로 사용되었다.

## 변천사
본 장소는 KBS 신관 공개홀에서 열린다.
| 회차         | 타이틀                   | 주제      | MC             | 출연진                                                                                             | 풀영상 | 비고  |
| ------------ | ------------------------ | --------- | -------------- | -------------------------------------------------------------------------------------------------- | ------ | ----- |
| 1회 (2016년) | 특별생방송 2017 새날마중 | 빈칸      | 윤인구, 이현주 | 선우예권, 임동혁, 김다미, 문태국, 고성현, 김순영, 소향, KBS교향악단                                |        |       |
| 2회 (2018년) | 2019 새날마중            | 감동→희망 | 강석우, 이현주 | 알리, 고영열, 김우경, 송소희, 민우혁, 더 디바스, 리처드 용재 오닐, 박혜나                          | ●      |       |
| 3회 (2019년) | 2020 새날마중            | 희망→사랑 | 강석우, 이정민 | 인순이, 소향, 강혜정, 서혜경, 유태평양, 송기창, 이응광, 딕펑스, 디보, 박모세, 고소현               | ●      |       |
| 4회 (2020년) | 2021 새날마중            | 위로→희망 | 김재원, 박지원 | 길병민, 김순영, 남상일, 박애리, 박혜상, 서영은, 송소희, 임태경, 정선아, 조재혁, 진성, 컨템포디보   | ●      |       |
| 5회 (2022년) | 2023 새날마중            | 빈칸      | 김재원, 박지원 | 라포엠, 송솔나무, 임선혜, 웅산, 하모나이즈, 이미현, 박지율, 이재리, 이주와, 김진하, 박종훈, 박정하 | ●      | [ 3 ] |
| 6회 (2023년) | 2024 새날마중            | 빈칸      | 김승휘         | 알리, 조항조, 김주택, 이지혜, 박규희, 독특크루, 크레즐, 인치엘로, 최불암                           | ●      |       |
| 7회 (2024년) | 2025 새날마중            | 빈칸      | 이재성         | 김영임, 신승태, 김혜영, 최태성                                                                     | ●      | [ 4 ] |

## 타종 실황 중계
서울 보신각 타종 현장에 맡은 아나운서를 진행된다.
- 2016-2017년 : 조충현
- 2018-2019년 : 이혜성
- 2019-2020년 : 김선근
- 2022-2023년 : 김진웅
- 2023-2024년 : 김진웅
- 2024-2025년 : 박철규

## 현장 실황 중계
- 2022-23년
  - 울산 간절곶 : 정수민 아나운서 (KBS 울산방송국)
  - 제주성산일출봉 : 전유경 리포터 (KBS 제주방송총국)

- 2023-24년
  - 용두산공원 : 정재희 아나운서 (KBS 부산방송총국)
  - 광화문 겸 세종대로사거리 : 이광엽 아나운서

- 2024-25년
  - 동대문디자인플라자: 이예원 아나운서

## 같이 보기
- 신년 전야
- 열린음악회
- 새해맞이 특별생방송